# Revolutionens graffiti
|  | Denne artikel er oprettet af botten Steenthbot ud fra en ekstern database. Den kan derfor have sproglige fejl eller mangler. Denne skabelon kan fjernes efter kontrol af indholdet. |

Revolutionens graffiti er en dansk dokumentarfilm fra 2014 instrueret af Nathalie Neuffer efter eget manuskript.

## Handling
Dette er en dokumentar om graffiti i Libyen; et land, hvis befolkning efter mere end 40 års statsledelse af Muammar Gaddafi valgte borgerkrig frem for diktatur. Filmen skildrer Libyen et år efter Gaddafis fald i 2011 og giver et anderledes indblik i livet og dagligdagen i det Nordafrikanske land ved at følge et filmhold på to personer på deres rejse til landet for at optage en dokumentar om revolutionens graffiti.